# Великовский, Борис Михайлович
Борис Михайлович Великовский (15 (27) июля 1878, Пропойск — 30 марта 1937, Москва) — московский архитектор, мастер предреволюционной неоклассики, в 1920-е годы — автор конструктивистского здания Госторга на Мясницкой, 47.

## Биография
В мастерской Великовского в 1910-е годы учились и стажировались Эль Лисицкий (1915—1916), В. А. Веснин, А. А. Веснин. Самые значительные дореволюционные проекты реализованы Великовским совместно с А. Н. Милюковым, фактически управлявшим строительством, и сосредоточены в районе Мясницкой улицы.
До Октябрьской революции жил на Большой Никитской улице, 4. В 1930-х годах жил на улице Вахтангова, 4.
Похоронен на Востряковском кладбище.

## Проекты и постройки
Москва
- 1907 — доходный дом А. Я. Меркеля, Архангельский переулок, 7
- 1908—1910 — доходный дом Кузнецова, Мясницкая улица 15, при участии А. Н. Милюкова, В. А. Веснина, А. А. Веснина — образец московского неоренессанса
- 1910 — дом Грибова, современная резиденция посла Бельгии, при участии А. Н. Милюкова и Л. А. Веснина, Хлебный переулок, 15,
- 1910 — доходный дом Лунца, Кривоколенный переулок, 9, при участии А. Н. Милюкова
- 1912 — доходный дом (Малая Ордынка, 1/9)
- 1912—1913 — доходный дом М. И. Алексеева («первая очередь»), при участии А. Н. Милюкова, Большая Полянка, 42/2
- 1912—1913 — доходный дом Р. И. Прове, Новая Басманная улица, 16, стр. 4;
- 1912—1913 — доходный дом с клиникой доктора Эберлина, Климентовский переулок, 9/1
- 1913 — особняк «железнодорожного короля» С. С. Полякова, Большая Бронная улица, 10
- 1913 — дом Спиридонова—С. В. Давыдовой, Мясницкая улица, 13 (среднее здание и переделка фасада правого здания)[4] Старообрядческая церковь в Новохаритонове

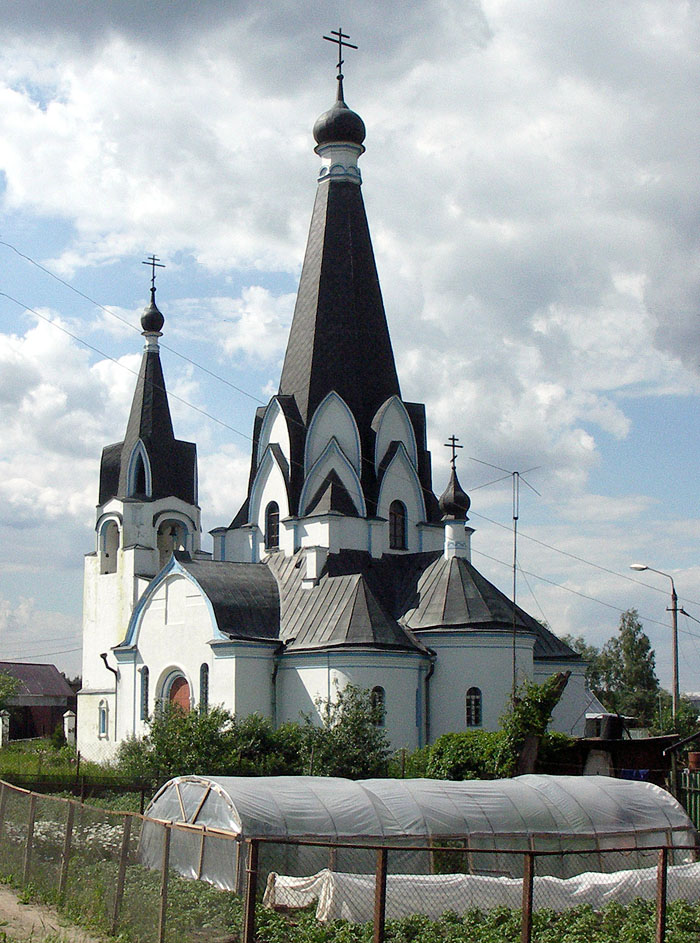
Старообрядческая церковь в Новохаритонове

- 1913 — Гимназия Фелиции Мансбах 1-й Басманный переулок, 10
- 1913 — доходный дом «Мясницкого квартирного товарищества», 1-й Басманный переулок, 12
- 1923 — Павильон Центросоюза на Всероссийской сельскохозяйственной и кустарно-промышленной выставке (не сохранился)
- 1923 — Генеральный план посёлка Сокол
- 1924 — Посёлок (город-сад) «Дружба» близ станции Перловская
- 1926 — Дом РЖСКТ «Льноторг» Малая Бронная улица, 36 совместно с И. П. Машковым
- 1927 — Здание Госторга, Мясницкая улица, 47, при участии А. Я. Лангмана, М. О. Барща, Г. Г. Вегмана, М. В. Гакен
- 1927 — Жилой дом Госстраха Дурновском переулке (не сохранился)
- 1928 — Жилой дома кооператива ВСНХ, Садовая-Кудринская улица, 21
- 1928 — Проект здания Центросоюза на Мясницкой (1 Премия в 1 тура конкурса)
- 1930 — Проект здания Дома Книги, Орликов переулок, 3 (реализован частично)
- 1930 — Дом РЖСКТ «Муниец», Малая Бронная улица, 11-13
- В начале 1930-х годов Первая образцовая типография, Пятницкая улица 71/5

Гжель
- 1910 — храм св. Георгия (старообрядческий, Новозыбковского согласия) в Ново-Харитоново

Ковров
- 1916—1922 — Ковровский пулемётный завод

Чудово
- 1900-е — фарфоровый завод Кузнецова в Чудове

Санкт-Петербург
- 1915 — Доходный дом И. Е. Кузнецова на Загородном проспекте, 27/21 (совместно с Розенбергом А. В. и Бурышкиным Д. А.)
- 1936 — Книжная база ОГИЗ на Чкаловском проспекте, 15А при участии Я. Тартаковского, Т. Квин-Пивоварской и др.

Смоленск
- 1939 — Гостиница «Смоленск» на улице Глинки, 6 совместно с И. А. Голосовым